# Eleições estaduais no Rio Grande do Norte em 1982
As eleições estaduais no Rio Grande do Norte em 1982 ocorreram em 15 de novembro a exemplo dos demais estados brasileiros. Neste dia, o PDS elegeu o governador José Agripino Maia, o vice-governador Radir Pereira, o senador Carlos Alberto de Sousa e fez as maiores bancadas entre os oito deputados federais e vinte e quatro estaduais que foram eleitos.
O último potiguar a assumir o Palácio Potengi por eleição direta foi o monsenhor Walfredo Gurgel em 1965 e desde então os governadores biônicos dominaram a cena e nesse jogo de forças Dinarte Mariz assegurou a nomeação de Cortez Pereira em 1970, mas ficou em posição secundária nos anos seguintes quando o presidente Ernesto Geisel fortaleceu um novo grupo político ao escolher Tarcísio Maia e depois seu primo, Lavoisier Maia, para governar o Rio Grande do Norte e foi com base nesse arranjo familiar que o engenheiro civil José Agripino Maia, filho de Tarcísio Maia, venceu as eleições de 1982. Nascido em Mossoró e graduado em 1967 pela Universidade do Estado do Rio de Janeiro, trabalhou na iniciativa privada até ser nomeado prefeito de Natal em 1979 pelo então governador Lavoisier Maia e foi membro da ARENA até a criação do PDS no governo João Figueiredo.
José Agripino Maia renunciou em 1986 sendo eleito senador no mesmo ano e Radir Pereira subiu ao poder. Nascido em Currais Novos e primo de Cortez Pereira, este empresário foi vereador em Currais Novos elegendo-se deputado estadual pelo PTB em 1958 e 1962 e pela ARENA em 1966. Após alguns anos longe da política, disputou um mandato de senador em 1978 por uma sublegenda do MDB, mas não foi eleito. Filiado ao PDS conquistou o mandato de vice-governador em 1982 e ao ser efetivado governador militava no PFL, assim como seu antecessor. 
Para senador o PDS elegeu o empresário, contabilista, jornalista e publicitário Carlos Alberto de Sousa. Nascido em Natal ele ganhou projeção na Rádio Cabugi e entrou na política com as bênçãos de Aluízio Alves sendo eleito via MDB vereador em Natal em 1972, deputado estadual em 1974 e deputado federal em 1978 tendo militado no PMDB antes de aderir ao PDS.

## Resultado da eleição para governador
Segundo o Tribunal Superior Eleitoral foram apurados 677.144 votos nominais (90,36%), 56.537 votos em branco (7,54%) e 15.717 votos nulos (2,10%), resultando no comparecimento de 749.398 eleitores.
| Candidatos a governador do estado | Candidatos a vice-governador  | Número | Coligação            | Votação | Percentual |
| --------------------------------- | ----------------------------- | ------ | -------------------- | ------- | ---------- |
| José Agripino Maia PDS            | Radir Pereira PDS             | 1      | PDS (sem coligação)  | 389.924 | 57,58%     |
| Aluizio Alves PMDB                | Pedro Lucena PMDB             | 5      | PMDB (sem coligação) | 283.572 | 41,88%     |
| Rubens Manoel de Lemos PT         | Sebastião Getúlio da Silva PT | 3      | PT (sem coligação)   | 3.207   | 0,47%      |
| Vicente Cabral de Brito PTB       | Antônio Coelho Raposo PTB     | 4      | PTB (sem coligação)  | 441     | 0,07%      |
| Fontes:                           |                               |        |                      |         |            |

## Resultado da eleição para senador
Segundo o Tribunal Superior Eleitoral houve 650.226 votos nominais (86,77%), 78.124 votos em branco (10,42%) e 21.048 votos nulos (2,81%), resultando no comparecimento de 749.398 eleitores.
| Candidatos a senador da República | Candidatos a suplente de senador                                | Número | Coligação              | Votação | Percentual |
| --------------------------------- | --------------------------------------------------------------- | ------ | ---------------------- | ------- | ---------- |
| Carlos Alberto de Sousa PDS       | Ney Lopes PDS                                                   | 10     | PDS ( sublegenda um)   | 304.138 | 46,77%     |
| Roberto Furtado PMDB              | -                                                               | 50     | PMDB (sublegenda um)   | 128.811 | 19,81%     |
| Odilon Coutinho PMDB              | -                                                               | 52     | PMDB (sublegenda dois) | 123.769 | 19,04%     |
| Ulisses Potiguar PDS              | -                                                               | 11     | PDS (sublegenda dois)  | 77.901  | 11,98%     |
| Olavo Montenegro PMDB             | -                                                               | 51     | PMDB (sublegenda três) | 12.243  | 1,88%      |
| Eliziel Barbosa da Silva PT       | José dos Santos PT Luís Alves Neto PT                           | 30     | PT (sem coligação)     | 2.950   | 0,46%      |
| José Antônio Duda da Rocha PTB    | Pedro Francisco Inácio PTB Maria Nazaré Toscano de Medeiros PTB | 40     | PTB (sem coligação)    | 414     | 0,06%      |
| Fontes:                           |                                                                 |        |                        |         |            |

## Deputados federais eleitos
São relacionados os candidatos eleitos com informações complementares da Câmara dos Deputados.

Representação eleita
  PDS: 5
  PMDB: 3

| Deputados federais eleitos | Partido | Votação | Percentual | Cidade onde nasceu | Unidade federativa  |
| Henrique Eduardo Alves     | PMDB    | 102.005 | 15,06%     | Rio de Janeiro     | Rio de Janeiro      |
| João Faustino              | PDS     | 75.896  | 11,20%     | Recife             | Pernambuco          |
| Jessé Freire Filho         | PDS     | 69.039  | 10,19%     | Rio de Janeiro     | Rio de Janeiro      |
| Wanderley Mariz            | PDS     | 63.242  | 9,33%      | Caicó              | Rio Grande do Norte |
| Antônio Florêncio          | PDS     | 47.017  | 6,94%      | Pau dos Ferros     | Rio Grande do Norte |
| Vingt Rosado               | PDS     | 43.421  | 6,41%      | Mossoró            | Rio Grande do Norte |
| Antônio Câmara             | PMDB    | 39.855  | 5,88%      | João Câmara        | Rio Grande do Norte |
| Agenor Maria               | PMDB    | 25.183  | 3,71%      | Florânia           | Rio Grande do Norte |
| Fontes:                    |         |         |            |                    |                     |

## Deputados estaduais eleitos
Das 24 cadeiras da Assembleia Legislativa do Rio Grande do Norte o PDS levou quinze e o PMDB nove.

Representação eleita
  PDS: 15
  PMDB: 9

| Deputados estaduais eleitos        | Partido | Votação | Percentual | Cidade onde nasceu    | Unidade federativa  |
| Garibaldi Alves Filho              | PMDB    | 63.895  | 8,52%      | Natal                 | Rio Grande do Norte |
| Leônidas Ferreira                  | PDS     | 24.051  | 3,20%      | Apodi                 | Rio Grande do Norte |
| Vivaldo Costa                      | PDS     | 20.911  | 2,79%      | Caicó                 | Rio Grande do Norte |
| Manoel do Carmo dos Santos         | PDS     | 20.408  | 2,72%      | Santo Antônio         | Rio Grande do Norte |
| José Janildo Belmont               | PMDB    | 20.297  | 2,70%      | São José do Campestre | Rio Grande do Norte |
| Nelson Queiroz dos Santos          | PDS     | 19.848  | 2,64%      | Jucurutu              | Rio Grande do Norte |
| Carlos Augusto de Sousa Rosado     | PDS     | 19.678  | 2,62%      | Mossoró               | Rio Grande do Norte |
| Luiz Antônio Vidal                 | PMDB    | 19.095  | 2,54%      | Santo Antônio         | Rio Grande do Norte |
| Rui Barbosa da Costa               | PDS     | 17.498  | 2,33%      | João Câmara           | Rio Grande do Norte |
| José Patrício de Figueiredo Júnior | PMDB    | 17.465  | 2,33%      | Alexandria            | Rio Grande do Norte |
| Raimundo Fernandes                 | PDS     | 16.508  | 2,20%      | São Miguel            | Rio Grande do Norte |
| Kleber de Carvalho Bezerra         | PDS     | 15.793  | 2,10%      | Santa Cruz            | Rio Grande do Norte |
| Márcio Djalma Cavalcante Marinho   | PDS     | 15.786  | 2,10%      | Natal                 | Rio Grande do Norte |
| José Marcílio Furtado              | PDS     | 15.191  | 2,02%      | Touros                | Rio Grande do Norte |
| Getúlio Rêgo                       | PDS     | 15.037  | 2,00%      | Portalegre            | Rio Grande do Norte |
| José Dantas Cortez                 | PMDB    | 14.556  | 1,94%      | Monte Alegre          | Rio Grande do Norte |
| Antônio Willy Vale Saldanha        | PDS     | 13.621  | 1,81%      | Jardim de Piranhas    | Rio Grande do Norte |
| José Fernandes de Queiroz          | PDS     | 13.446  | 1,79%      | Marcelino Vieira      | Rio Grande do Norte |
| Manoel Torres de Araújo            | PMDB    | 13.349  | 1,78%      | Timbaúba dos Batistas | Rio Grande do Norte |
| Mônica Nóbrega Dantas              | PMDB    | 12.977  | 1,73%      | Macaíba               | Rio Grande do Norte |
| Paulo de Tarso Pereira Fernandes   | PMDB    | 11.868  | 1,58%      | Caraúbas              | Rio Grande do Norte |
| Hermano de Paiva Oliveira          | PMDB    | 11.486  | 1,53%      | Natal                 | Rio Grande do Norte |
| Leonardo Arruda Câmara             | PDS     | 11.327  | 1,51%      | João Pessoa           | Paraíba             |
| Amaro de Souza Marinho Filho       | PDS     | 11.270  | 1,50%      | Macau                 | Rio Grande do Norte |
| Fontes:                            |         |         |            |                       |                     |